# Oncosclera tonolli
Oncosclera tonolli är en svampdjursart som först beskrevs av Bonetto och Ezcurra de Drago 1968.  Oncosclera tonolli ingår i släktet Oncosclera och familjen Potamolepiidae. Inga underarter finns listade i Catalogue of Life.